# I Will Follow
«I Will Follow» es una canción de la banda irlandesa de rock U2, forma parte de su disco Boy, siendo esta su primera canción, y su segundo sencillo, luego de Another Day. Fue escrita por Bono sobre la trágica muerte de su madre, que murió de una hemorragia cerebral en el funeral de su abuelo. La canción fue lanzada como sencillo, y se ha convertido en una de las favoritas de los fanes en directo. Es la única canción que han tocado en todas las giras desde que publicaron su primer disco. Aparece en el álbum de grandes éxitos The Best of 1980-1990.
«I Will Follow» tuvo una segunda publicación como sencillo con una versión en directo en los Países Bajos y Alemania en 1981 y un tercer lanzamiento en EE. UU., impulsado por el álbum en vivo Under a Blood Red Sky, en 1983.
La canción aparece en los DVD , Under a Blood Red Sky, Live from the Point Depot, Popmart: Live from Mexico City y Elevation: Live from Boston. También aparece en el Bonus DVD que está incluida en la compilación U218 Singles y como una pista adicional en los CD publicados en Reino Unido y Australia.

## En directo
«I Will Follow» es la segunda canción de U2 que más han tocado en directo, solo por detrás de «Pride (In the Name of Love)». Ha sido interpretada en todas las giras del grupo desde el Boy Tour de 1980-81. Incluso se tocó en una gira anterior, llamada 11 O'Clock Tick Tock Tour, también en 1980. No obstante, en varias giras su presencia fue menor, como en el Vertigo Tour o el 360° Tour donde se tocó en menos de la mitad de los conciertos; o en el caso del Zoo TV Tour o el Joshua Tree Tour 2017, donde su presencia fue meramente testimonial.
The Edge usualmente toca esta canción con su guitarra favorita, la Gibson Explorer. Las únicas excepciones fueron durante las giras Lovetown Tour, y PopMart. En la Lovetown Tour iba detrás de "Where The Streets Have No Name", durante la cual The Edge usaba una Fender Stratocaster amarilla con una pastilla Lace Sensor. En 1998, en la gira PopMart, la canción iba nada más acabar "Mofo", por lo que Edge usaba una Gibson Les Paul.

## Curiosidades
- En "I Will Follow", poco antes de que Bono cante "Your eyes make a circle..." podemos oír dos efectos, que se consiguieron de la siguiente manera: arrojando botellas de cristal al suelo y pasando un cuchillo por los radios de la rueda de una bicicleta colocada boca arriba, mientras ésta giraba.

## Lista de canciones
| 7" Irlanda, Reino Unido, Australia y Nueva Zelanda |                                                                 |          |  |
| N.º                                                | Título                                                          | Duración |  |
| 1.                                                 | «I Will Follow»                                                 | 3:37     |  |
| 2.                                                 | «Boy/Girl» (En directo desde Londres, 22 de septiembre de 1980) | 3:24     |  |

| 7" Canadá y Estados Unidos |                                                                |          |  |
| N.º                        | Título                                                         | Duración |  |
| 1.                         | «I Will Follow»                                                | 3:37     |  |
| 2.                         | «Out of Control» (En directo desde Boston, 6 de marzo de 1981) | 4:25     |  |

| Alemania y Países Bajos |                                                               |          |  |
| N.º                     | Título                                                        | Duración |  |
| 1.                      | «I Will Follow» (En directo desde Hattem, 14 de mayo de 1982) | 3:51     |  |
| 2.                      | «Gloria» (En directo desde Londres, 22 de septiembre de 1980) | 4:12     |  |

| Lanzamiento de 1983 |                                                                               |          |  |
| N.º                 | Título                                                                        | Duración |  |
| 1.                  | «I Will Follow» (En directo desde Alemania Occidental, 20 de agosto de 1983)  | 3:40     |  |
| 2.                  | «Two Hearts Beat as One» (En directo desde Londres, 22 de septiembre de 1980) | 3:42     |  |

| Lanzamiento de 2011 | |          |  |
| N.º                 | Título                                                                                                  | Duración |  |
| 1.                  | «I Will Follow» (En directo desde Glastonbury Festival 2011, Somerset, Inglaterra, 24 de junio de 2011) | 4:01     |  |

## Posición en las listas

### Publicación de 1981
| Año  | Sencillo        | Lista                     | Posición |
| ---- | --------------- | ------------------------- | -------- |
| 1981 | "I Will Follow" | US Mainstream Rock Tracks | #20      |

### Publicación de 1983
| Año  | Sencillo        | Lista                | Posición |
| ---- | --------------- | -------------------- | -------- |
| 1984 | "I Will Follow" | US Billboard Hot 100 | #81      |